# 蝶萼绣球
蝶萼绣球（学名：Hydrangea kawakamii）为绣球花科绣球属下的一个种。产台湾（北部、中部和东部）。生于高山密林中，海拔2250米。模式标本采自台湾玉山。

## 扩展阅读
- 維基物種上的相關：蝶萼绣球